# Giovanni Episcopo (film)
Giovanni Episcopo è un film del 1916, diretto da Mario Gargiulo. La pellicola è tratta dall'omonimo romanzo del 1892 di Gabriele D'Annunzio.
Ricevette il Visto della Censura n. 12068 del 7.10.1916. 